# Eric Miller (soccer)
Pour les articles homonymes, voir Eric Miller et Miller.
Eric Miller, né le 15 janvier 1993 à Jacksonville en Floride, est un joueur américain de soccer. Il évolue au poste d'arrière droit.

## Biographie

### En club
Le 2 janvier 2014, la MLS annonce officiellement que Miller accepte un contrat Génération Adidas pour anticiper son passage en pro. Deux semaines plus tard, il est repêché en cinquième position lors de la MLS SuperDraft 2014 par Frank Klopas et l'Impact de Montréal.
Lors de sa première année avec l'Impact, il dispute 21 des 34 rencontres de la saison régulière. Pour sa deuxième saison, il fait sa première apparition sur le terrain à l'occasion de la finale de la Ligue des champions dans le mythique Stade Azteca devant plus de 50 000 spectateurs, en remplacement d'Hassoun Camara sorti sur blessure (match nul 1-1).
Miller doit sortir dès la 36e minute du match contre le FC Dallas du 23 mai 2015 (victoire 2-1) en raison d'une blessure aux ischio-jambiers. Cette blessure l'empêche de disputer le Tournoi de Toulon 2015 avec les moins de 23 ans américains.
Le 16 novembre 2022, au terme de la saison, le Nashville SC annonce que son contrat n'est pas renouvelé. Il retrouve cependant un club en s'engageant avec les Timbers de Portland le 25 février 2023, jour de la reprise de la Major League Soccer pour la saison 2023.

### En sélection
En janvier 2016, Miller est appelé pour la première fois avec l'équipe des États-Unis senior pour un camp d'entrainement hivernal.

## Statistiques
| Saison                | Club                  | Championnat           | Championnat | Championnat | Coupe(s) nationale(s) | Coupe(s) nationale(s) | Compétition(s) continentale(s) | Compétition(s) continentale(s) | Compétition(s) continentale(s) | Séries | Séries | Total | Total |
| Saison                | Club                  | Division              | M.          | B.          | M.                    | B.                    | Comp.                          | M.                             | B.                             | M.     | B.     | M.    | B.    |
| 2014                  | Impact de Montréal    | MLS                   | 21          | 0           | 0                     | 0                     | LCC                            | 1                              | 0                              | -      | -      | 22    | 0     |
| 2015                  | Impact de Montréal    | MLS                   | 9           | 0           | 2                     | 0                     | LCC                            | 1                              | 0                              | 0      | 0      | 12    | 0     |
| Sous-total            | Sous-total            | Sous-total            | 30          | 0           | 2                     | 0                     | -                              | 2                              | 0                              | 0      | 0      | 34    | 0     |
| 2016                  | Rapids du Colorado    | MLS                   | 30          | 0           | 1                     | 0                     | -                              | -                              | -                              | -      | -      | 31    | 0     |
| 2017                  | Rapids du Colorado    | MLS                   | 30          | 0           | 2                     | 1                     | -                              | -                              | -                              | -      | -      | 32    | 1     |
| 2018                  | Rapids du Colorado    | MLS                   | 0           | 0           | 0                     | 0                     | -                              | -                              | -                              | -      | -      | 0     | 0     |
| Sous-total            | Sous-total            | Sous-total            | 60          | 0           | 3                     | 1                     | -                              | 0                              | 0                              | 0      | 0      | 63    | 1     |
| 2018                  | Minnesota United      | MLS                   | 18          | 0           | 1                     | 0                     | -                              | -                              | -                              | -      | -      | 19    | 0     |
| 2019                  | Minnesota United      | MLS                   | 6           | 0           | 3                     | 0                     | -                              | -                              | -                              | -      | -      | 9     | 0     |
| Sous-total            | Sous-total            | Sous-total            | 24          | 0           | 4                     | 0                     | -                              | 0                              | 0                              | 0      | 0      | 28    | 0     |
| 2019                  | New York City FC      | MLS                   | 5           | 0           | 0                     | 0                     | -                              | -                              | -                              | 0      | 0      | 5     | 0     |
| 2020                  | Nashville SC          | MLS                   | 6           | 0           | -                     | -                     | -                              | -                              | -                              | 1      | 0      | 7     | 0     |
| 2021                  | Nashville SC          | MLS                   | 13          | 0           | 0                     | 0                     | -                              | -                              | -                              | 2      | 0      | 15    | 0     |
| 2022                  | Nashville SC          | MLS                   | 24          | 0           | 2                     | 0                     | -                              | -                              | -                              | -      | -      | 26    | 0     |
| Sous-total            | Sous-total            | Sous-total            | 43          | 0           | 2                     | 0                     | -                              | 0                              | 0                              | 3      | 0      | 48    | 0     |
| 2023                  | Timbers de Portland   | MLS                   | 0           | 0           | 0                     | 0                     | LCup                           | 0                              | 0                              | -      | -      | 0     | 0     |
| Total sur la carrière | Total sur la carrière | Total sur la carrière | 162         | 0           | 11                    | 1                     | -                              | 2                              | 0                              | 3      | 0      | 178   | 1     |